# Ołeksandr Sokorenko
Ołeksandr Mykołajowycz Sokorenko (ukr. Олександр Миколайович Сокоренко, ur. 23 lutego 1976 roku w Charkowie) – ukraiński piłkarz, grający na pozycji bramkarza.

## Kariera piłkarska

### Kariera klubowa
W 1993 rozpoczął karierę piłkarską w drużynie More Teodozja, skąd następnego roku przeszedł do Czajki Sewastopol. W 1999 został zaproszony do Tawrii Symferopol, w składzie której debiutował w Wyszczej lidze. Potem występował w klubach Zakarpattia Użhorod, Tytan Armiańsk i Krymtepłycia Mołodiżne. Na początku 2004 został piłkarzem PFK Sewastopol, w którym występował do zakończenia swojej kariery w 2012 roku.

### Sukcesy klubowe
- mistrz Pierwszej Lihi Ukrainy: 2009/10